# Ophiopogon stenophyllus
Ophiopogon stenophyllus är en sparrisväxtart som först beskrevs av Elmer Drew Merrill, och fick sitt nu gällande namn av Léopold Rodriguez. Ophiopogon stenophyllus ingår i släktet Ophiopogon och familjen sparrisväxter. Inga underarter finns listade i Catalogue of Life.